# San Juan (Colón)
San Juan es un corregimiento del distrito de Colón en la provincia de Colón, República de Panamá. La localidad tiene 17.430 habitantes (2010).